# アンドリュー・コンモン

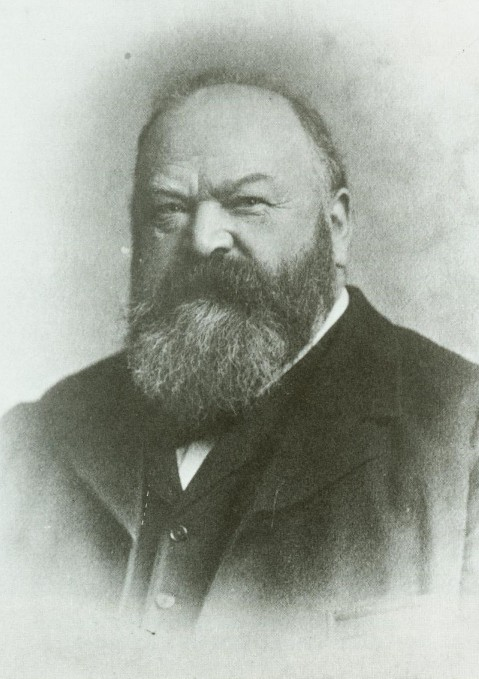
アンドリュー・コンモン

アンドリュー・アインスリー・コンモン（Andrew Ainslie Common、1841年8月7日 – 1903年6月2日）は、イギリスの天文学者である。

## 経歴
ニューカッスル・アポン・タインで生まれた。熱工業配管会社の社長であったが、49歳で引退して、反射望遠鏡を購入して自作の赤道儀と組み合わせて天体写真を撮影した。火星や土星の衛星を観測し、1883年にオリオン星雲の優れた写真を撮影した。天体写真の功績により1884年に王立天文学会ゴールドメダルを受賞した。1895年から1896年の間、王立天文学会の会長を務めた。口径1.5m（60インチ）の反射望遠鏡を製作した。